# Wellbank
Wellbank är en by i Angus i Skottland. Byn är belägen 67,3 km 
från Edinburgh. Orten har 630 invånare (2016).